# Sangenjo
Sangenjo  (en gallego y oficialmente Sanxenxo) es una localidad y municipio español perteneciente a la provincia de Pontevedra, en la comunidad autónoma de Galicia. Se sitúa en la parte meridional de la comarca de Salnés, a 17 kilómetros de la capital provincial Pontevedra, en la costa bañada por el océano Atlántico en la ría de Pontevedra y de Arosa, en sus zonas más occidentales. El municipio cuenta con una población de 17 760 habitantes (INE 2022).
Se trata de uno de los destinos turísticos más importantes y conocidos de Galicia gracias a sus playas y su vida nocturna, llegando a multiplicar por seis su población en verano. Es el municipio gallego que dispone de más plazas hoteleras, el 13 % del total.

## Etimología
Su nombre proviene de san Ginés (San Xenxo en gallego), el santo patrón de la villa (junto con santa Rosalía). Oficialmente se denominó Sanjenjo entre 1842 y 1877, y Sangenjo entre 1877 y  1982. Madoz lo menciona como San Jenjo. La Ley de Normalización Lingüística aprobada por el Parlamento Gallego en 1983 cambió su denominación oficial al gallego Sanxenxo.

## Historia
Este pueblo, de origen marinero, basa su expansión hacia el turismo en la playa, hoy urbana, de Silgar. Este arenal de 800 m de longitud está abrigado de los vientos 
del norte que garantizan buen tiempo en la zona, pero que pueden resultar fríos incluso en verano. A continuación de la playa de Silgar y tras pasar la punta del Vicaño, encuentra la playa de Baltar, de tamaño similar a la anterior y significativa en el municipio. La zona oeste de esta playa se encuentra en el borde de Portonovo, el mayor núcleo urbano del municipio.
El crecimiento que está experimentando desde los años 80 es muy considerable, llegando en el verano del 2005 a estrenar el puerto deportivo y su club náutico tras las obras de ampliación.
Peligra en la zona las arboledas y la villa presenta una grandísima deficiencia de parques, debido a la excesiva masificación de la construcción; siendo compensado esto con la numerosa presencia de playas de bandera azul que posee en su término municipal.[cita requerida]

## Geografía

### Situación
El municipio linda con los de El Grove y Meaño, en la comarca de Salnés; y con Poyo, en la comarca de Pontevedra.
| Noroeste: El Grove         | Norte: océano Atlántico y Meaño | Nordeste: Meaño           |
| Oeste: océano Atlántico    |                                 | Este: Poyo                |
| Suroeste: océano Atlántico | Sur: océano Atlántico           | Sureste: océano Atlántico |

## Geografía humana

### Demografía
Cuenta con una población de 17 914 habitantes (INE 2024).
| Gráfica de evolución demográfica de Sangenjo entre 1842 y 2021 |
| |
| Población de derecho según los censos de población del INE Población de hecho según los censos de población del INEEn estos censos se denominaba Sanjenjo: 1842, 1857 y 1860 En estos censos se denominaba Sangenjo: 1877, 1887, 1897, 1900, 1910, 1920, 1930, 1940, 1950, 1960, 1970 y 1981 |

El término municipal destacan dos núcleos urbanos: la capital, Sangenjo, y Portonovo (en la parroquia de Adigna), situados en la costa. También en la parroquia de Villalonga, en el interior, se concentra un elevado número de habitantes, aunque de forma más diseminada.

## Parroquias
Parroquias que forman parte del municipio:
- Adigna[14]
- Bordones[14]
- Dorrón (San Juan)
- Nantes (Santa Eulalia)
- Noalla (San Esteban)
- Padriñán (San Ginés)
- Villalonga[14]

### Antiguas parroquias
- Arra (San Mauro)
- Gondar (Santo Tomé)

## Economía

### Evolución de la deuda viva
El concepto de deuda viva contempla sólo las deudas con cajas y bancos relativas a créditos financieros, valores de renta fija y préstamos o créditos transferidos a terceros, excluyéndose, por tanto, la deuda comercial.
| Gráfica de evolución de la deuda viva del ayuntamiento entre 2008 y 2014                             |
| |
| Deuda viva del ayuntamiento en miles de Euros según datos del Ministerio de Hacienda y Ad. Públicas. |

La deuda viva municipal por habitante en 2014 ascendía a 692,03 €.

## Playas
En los treinta y seis kilómetros de la costa de Sangenjo se puede encontrar un sinfín de playas de las más variadas características; urbanas como Silgar, Baltar y Caneliñas, o más tranquilas como Areas, Canelas, Montalvo, Major y La Lanzada. Todas ellas destacan por la calidad de sus aguas y servicios, convirtiendo a Sangenjo en el municipio con más banderas azules de España desde el año 2003 ininterrumpidamente hasta la actualidad.[cita requerida] Destacan entre sus arenales los siguientes:
- La Lanzada: playa de arena gruesa muy demandada por los practicantes del surf, ya que se encuentra dando la cara a mar abierto y tiene un buen  oleaje durante todo el año debido a que no se encuentra protegida por la isla de Ons como las demás. Sangenjo comparte esta playa con el municipio de El Grove.
- Silgar: la más conocida es también la playa más representativa del municipio, de ahí que se le conozca también con el nombre de playa de Sangenjo. Acompañada de punta a punta por el  paseo marítimo que lleva su nombre y resguardada por edificios, Silgar se llena cada verano de turistas españoles y extranjeros que buscan el relax de playa en las rías gallegas. A Madama es una conocida escultura,  que es emblemática de Sangenjo. Se halla en una roca, a medio camino entre la  orilla  y las boyas de protección de la playa.

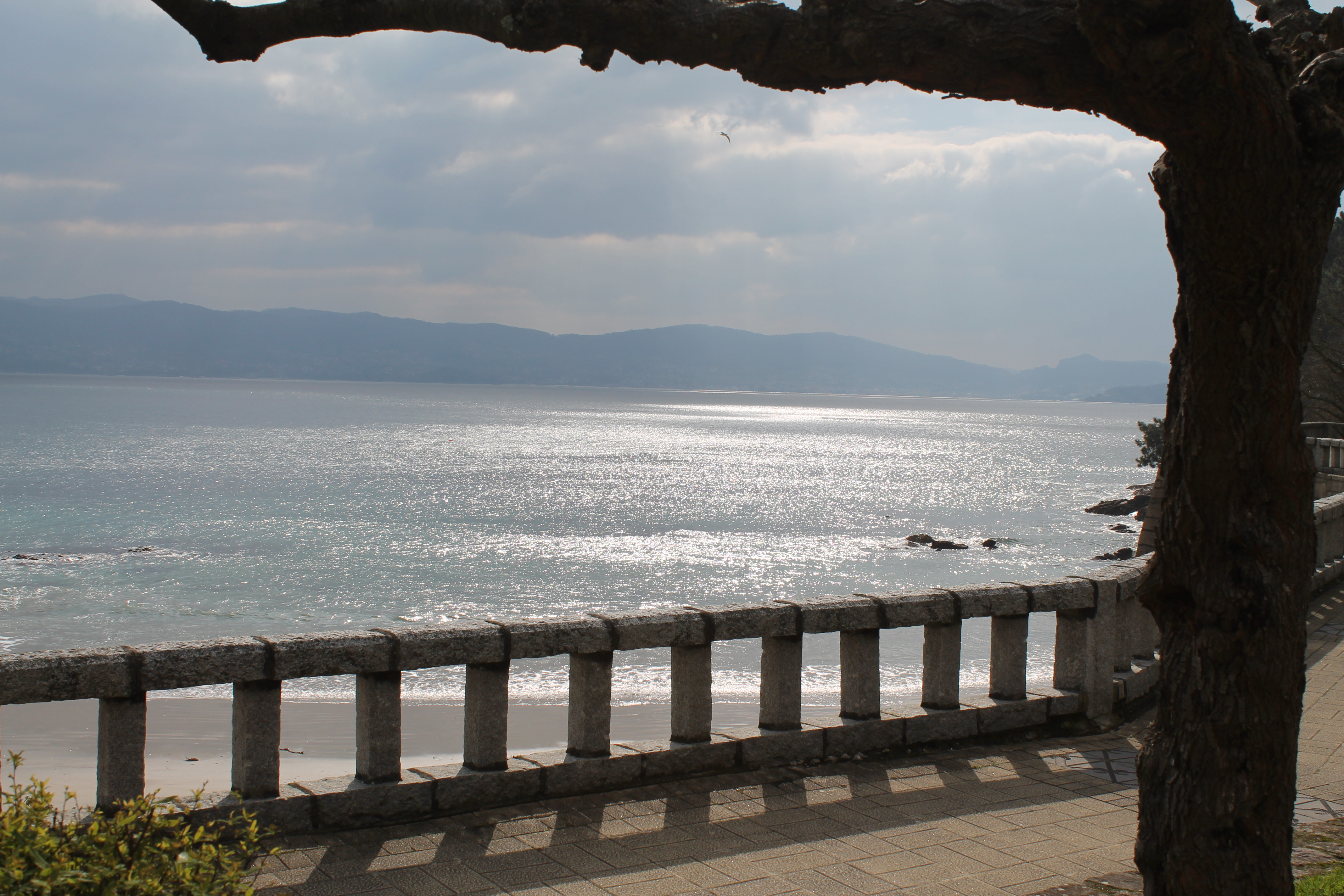
Vista de una playa de Sangenjo.

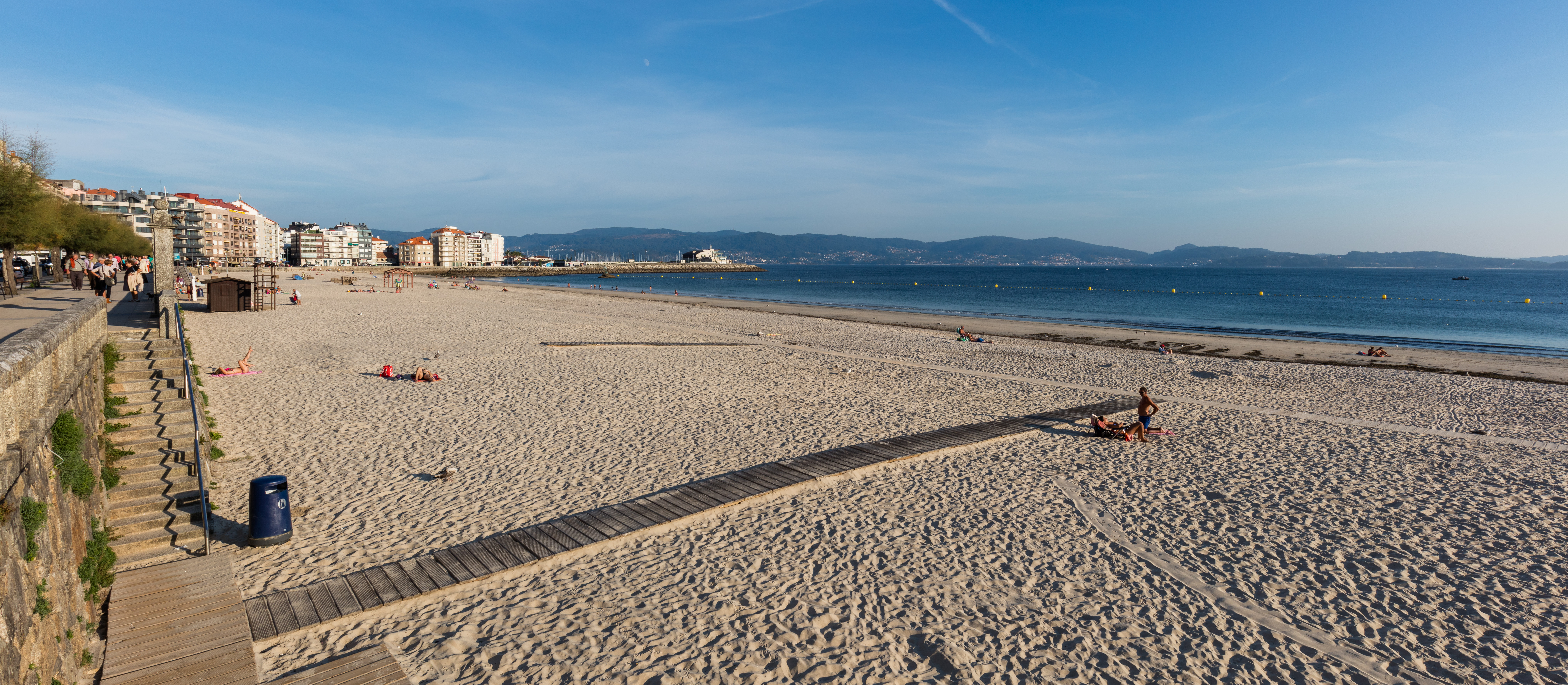
Playa de Silgar

- Baltar: también conocida como playa de Portonovo. Separada de la playa de Sigar por la punta del Vicaño tiene  una gran zona verde detrás, flanqueada en su recorrido por dos paseos, uno de ellos de madera, y con unas pequeñas  dunas cercanas al pueblo. Ésta, junto a Canelas y Caneliñas, conforman las playas de Portonovo.
- Caneliñas: pequeña playa, refugio de los que buscan una fina arena blanca y un lugar acogedor entre los edificios de Portonovo. Es usual ver a jóvenes disfrutando de A Covasa, un estrecho de agua entre dos rocas que se vacía por completo cuando baja la marea.
- Canelas: después de Caneliñas y dejando atrás la punta del Seame, contemplamos esta playa de tamaño considerable y pequeñas dunas, lugar habitual de la gente joven en el verano portonovés.
- Paxariñas: escondida y acurrucada entre las rocas encontramos esta pequeña playa con una bajada de piedra y cemento habilitada por el ayuntamiento.
- Montalvo: dando la cara a la isla de Ons y la espalda a un pinar se encuentra este arenal entre dos importantes cámpines.
- Areas: bella playa a la que suele acudir el turismo de los municipios cercanos como el de Poyo o el de Pontevedra. Cuenta con algunos conocidos restaurantes.
- Bascuas: pequeña y tranquila playa nudista, la única de esta índole de todo Sangenjo. Poco o nada visible desde la carretera principal, Bascuas se refugia de los vientos gracias a las rocas que la rodean.
- Lapa: situada en la parroquia de Noalla, entre la playa de Area Gorda, separada solo por el islote del Médico, y La Lanzada, presenta una forma de media concha.
- A Nosa Señora: pequeña  cala situada a los pies de la ermita de La Lanzada, entre las playas de Foxos y Area Gorda. Presenta una zona de arena blanca y fina y otra con arena más gruesa donde son frecuentes las rocas y grandes cantos rodados.
- Area Gorda: playa semiurbana que destaca por la calidad de sus aguas, su blanca y fina arena, aunque parezca lo contrario por su nombre, y por la belleza de su entorno.
- Panadeira: pequeña y poco profunda playa que se halla en el centro de la línea costera del pueblo. Pegada a un parque infantil, es muy usada por gente del lugar.

Otras playas importantes son: Major, Nanín, Pragueira, Foxos o Santa Mariña, algunas de ellas con bandera azul ; y también otras pequeñas como Carabuxeira, Lavapanos, Dos Barcos, Agra, La Granja, Fontela, etc., que completan la lista.

## Patrimonio
En el territorio municipal se encuentran numerosas construcciones, obras u otros elementos que conforman su patrimonio histórico-artístico.
- Arqueología:
  - Castros de Dorrón, de Vilalonga, Adina, Nantes, Portonovo
  - Necrópolis y castro de A Lanzada
  - Necrópolis de Vilalonga, Aios
  - Túmulos funerarios de Monte Faro y de Chan da Gorita, y también de Vilalonga, Noalla y Adina
- Arquitectura religiosa:
  - Ermita de San Mauro de Arra
  - Capilla de Santa Catalina (Portonovo)
  - Iglesia parroquial de Santa María de Adina
  - Iglesia parroquial de San Pedro de Bordóns
  - Iglesia parroquial de San Juan de Dorrón
  - Iglesia parroquial de Santa Eulalia de Nantes
  - Capilla del Santo, en Nantes
  - Iglesia parroquial de San Esteban de Noalla
  - Capilla de San Juan de Aios
  - Capilla de Nuestra Señora de A Lanzada
  - Iglesia de San Ginés de Padriñán
  - Iglesia parroquial de San Ginés de Padriñán
  - Iglesia parroquial de San Pedro de Vilalonga
  - Capilla de Santo Tomás de Gondar
  - Priorato de Arra
- Arquitectura civil:
  - Casa rectoral de Bordóns
  - Casa do Sear, en Bordóns
  - Pazo de Bermúdez de la Maza, en Dorrón
  - Pazo de Quintáns, en Noalla
  - Pazo de Padriñán
  - Pazo de Miraflores, en Padriñán
  - Casa y pazo d Patiño, en Padriñán
  - Casa de Sineiro, en Vilalonga
  - Casa da Torre, en Vilalonga
  - Pazo de Rebel, en Vilalonga
  - Pazo de los Pardo, en Vilalonga
- Arquitectura militar:
  - Torre de A Lanzada
- Escultura actual:
  - La Madama de Silgar (de Alfonso Vilar Lamelas)
  - El aviador Piñeiro (del mismo autor), en Sangenjo
  - El Atlante (de Paco Leiro), en Sangenjo
  - Pescantina, en Portonovo
  - Monumento al mariñeiro, en Portonovo
- Elementos etnográficos:
  - Cruceiros (existen un total de 53 ejemplares de titularidad pública).[18]
  - Fuentes y lavaderos
  - Hórreos
  - Fábricas de tejas (se conoce la existencia de 5 en el municipio).[19]

## Puerto

Sangenjo durante la marea baja con el puerto a la derecha.

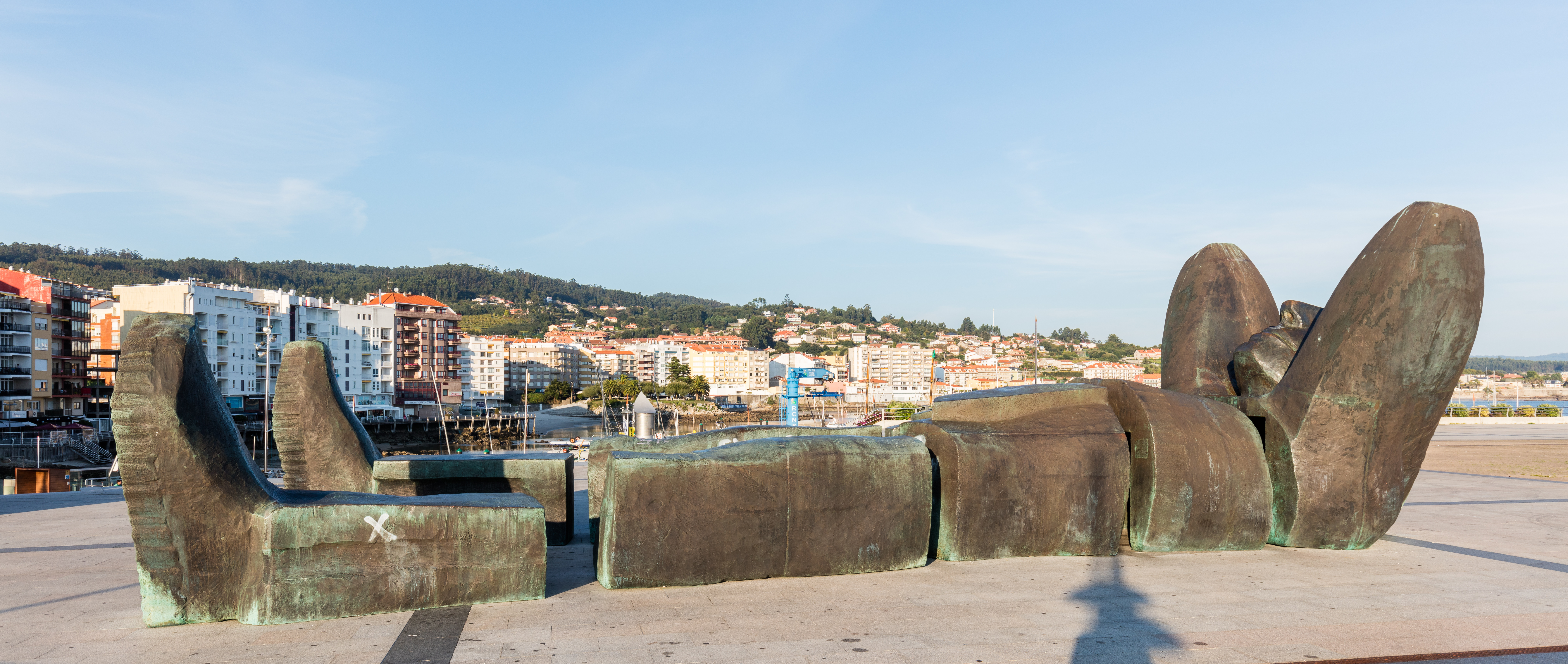
Escultura en la zona peatonal del puerto deportivo.

La gran riqueza que le proporciona la ría de Pontevedra es otro de sus mayores alicientes. Actualmente el puerto deportivo de Sangenjo dispone de un nuevo club náutico, el Real Club Náutico de Sangenjo, un amplio aparcamiento, y una gran superficie sobre este donde se celebran las fiestas patronales y otros eventos de índole festiva y didáctica. Portonovo dispone de un puerto pesquero y una importante y moderna lonja, además de un modesto puerto deportivo. En jornada vacacional cada día un total de cinco viajes de ida y vuelta llevan a los turistas desde los puertos de Portonovo y Sangenjo a la isla de Ons, además de otros viajes turísticos por la ría.

## Portonovo
Portonovo es la villa marinera y turística que constituye un importante núcleo urbano del municipio de Sangenjo. El turismo es en la actualidad el motor económico de la localidad, y hace que su población se incremente en la estación estival en un 300 %. Tiene tres playas de arena blanca y fina a lo largo de la costa del perímetro urbano: playa de Baltar (también conocida como playa de Portonovo), playa de Caneliñas y playa de Canelas.
Portonovo también se nutre económicamente de la vida nocturna que se desarrolla fundamentalmente los fines de semana, así como las noches estivales y de otros períodos vacacionales. La villa cuenta con numerosos locales de copas, pubs, cafeterías y varias discotecas.

## Fiestas
- En Sangenjo, son famosas las fiestas de:
  - San Ginés (25 de agosto).
  - Santa Rosalía (4 de septiembre).

- En Portonovo:
  - San Roque, patrón de la villa, que se celebra del 14 al 19 de agosto. Las fiestas en la parroquia comienzan con la fiesta de la sardina, el 14, con una gran sardinada en el muelle, al día siguiente se celebra el día de la patrona de la parroquia Santa Mª Adigna, pero el día clave de las principales fiestas del pueblo se celebra con el encuentro de las santas de la iglesia parroquial y los santos de la capilla de Portonovo, en frente al colegio público, a las 12 del mediodía. Es una tradición inmemorial que viene de siglos atrás, y de mucha devoción y que se tiene que dar a conocer y revalorar. Las procesiones llevan una ruta por una zona distinta del pueblo y se realizan en dos días distintos, en los que cada procesión es dedicada a San Roque y a La virgen del Carmen respectivamente. También se le dedica un día al perro de San Roque, con juegos y concursos de belleza canina. Se hace una verbena y una feria en la zona del puerto y la playa. La despedida, el último domingo de agosto, es como el encuentro pero a la inversa, donde las imágenes de la capilla despiden a las de la iglesia hasta el año próximo. Esto cierra las fiestas grandes en la parroquia.
  - Santa Catalina, patrona de la villa, se celebra el 25 de noviembre y consiste en una procesión marítimo-terrestre. Los santos desfilan por las calles en una ruta ligeramente diferente a la de las procesiones de San Roque hasta llegar al puerto, y allí cada santo es subido a un barco y acompañado por los feligreses que lo deseen. La ruta marítima se entiende por la zona exterior de la Ría de Pontevedra.
  - San Cristóbal, que se celebra a principios del mes de julio, son una fiestas más modestas y su repercusión no es tan grande como las de San Roque, pero al igual que en estas, se monta una feria y una verbena.
  - A Festa da Raia, que se celebra desde hace más de una década cada fin de semana anterior a la Semana Santa (aunque esto puede variar, como en el caso de 2008 que se realizaron en mayo). En estas fiestas se monta una gran carpa en el muelle, un recinto en el que se puede degustar, entre muchos otros platos típicos de Portonovo, la caldeirada de raya.
  - El entierro de la sardina, como en muchos pueblos de España, en Portonovo se celebra el entierro de la sardina el miércoles de ceniza en los carnavales.
  - La Concentración anual de motos, se celebra cada año el segundo fin de semana de septiembre, y a ella llegan a acudir miles de moteros de toda España así como del extranjero. Se organizan espectáculos de acrobacias con motos, quads y coches.

- En Arra: San Amaro de Arra.

- En Villalonga: Festas patronales de San Pedro de Vilalonga.

- En Dorrón: Festa da Vendimia.

- En Nantes: Santa Eulalia.

- En Aios: San Antón.

- En Noalla: Festa da Ostra.